# Romain Pitau
Romain Pitau (født 8. august 1977 i Douai, Frankrig) er en fransk tidligere fodboldspiller (midtbane).
Pitau startede sin karriere hos RC Lens, hvor han var med til at vinde det franske mesterskab i 1998. Senere var han også med til at blive mester med Montpellier. Han havde desuden ophold hos Créteil, Nice og Sochaux.

## Titler
Ligue 1
- 1998 med RC Lens
- 2012 med Montpellier

Coupe de France
- 2007 med Sochaux